# Museum De Valk
A Museum De Valk egy torony-szélmalom és múzeum a hollandiai Leidenben. Neve (Valk) hollandul sólymot jelent.
A jelenlegi szélmalom a harmadik azon a helyen: az első 1611-ben épült fából, a neve De Valck volt. 1647-ben ezt lecserélték egy modernebbre, majd 1743-ban felépült a jelenlegi malom. A toronyban két lakás volt kiépítve: egyik a tulajdonosnak, a másik pedig a molnárnak. A malom építői Adrianus van Deventer és fia, Pieter voltak. 
1966. június 2-án nyitották meg benne a múzeumot. 2000 óta a szélmalom újra alkalmas az őrlésre.

## Galéria

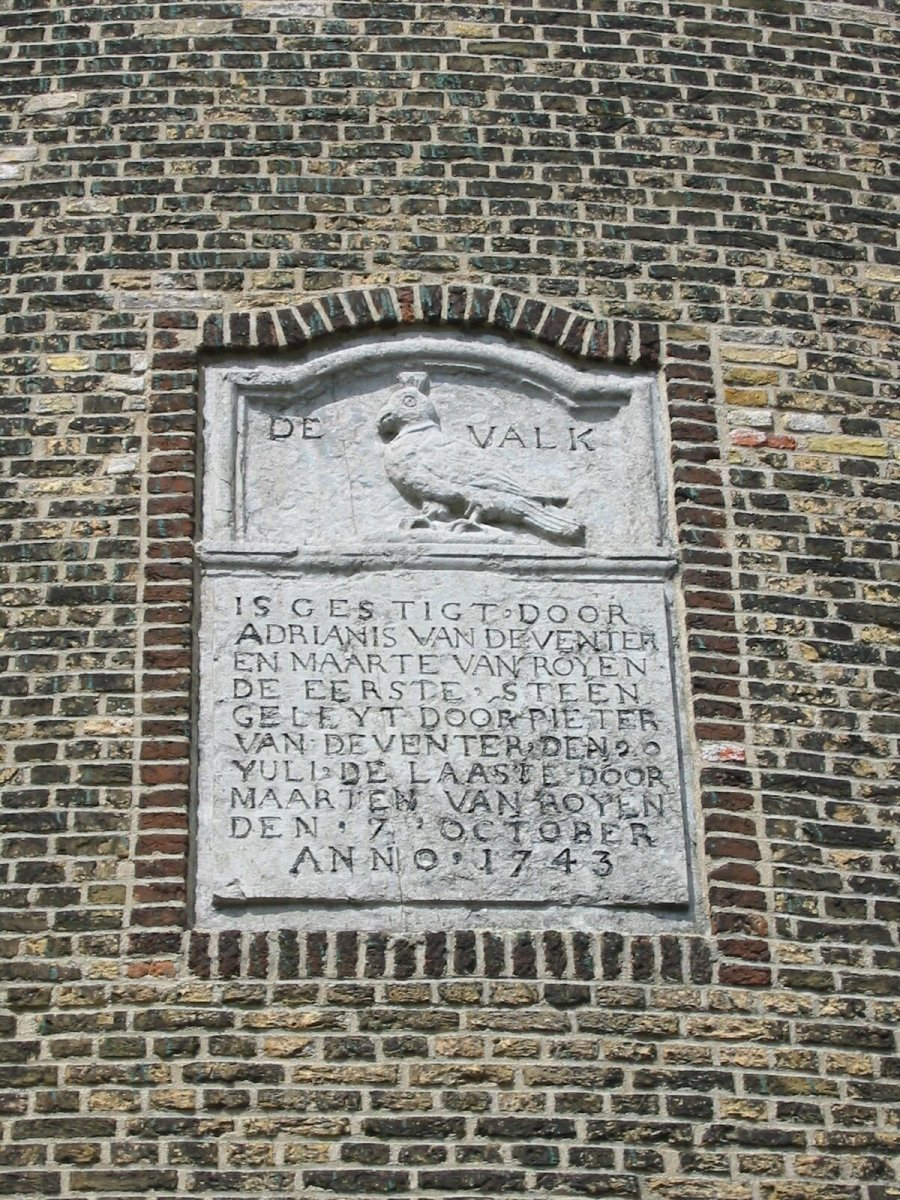
Emléktábla a déli oldalon
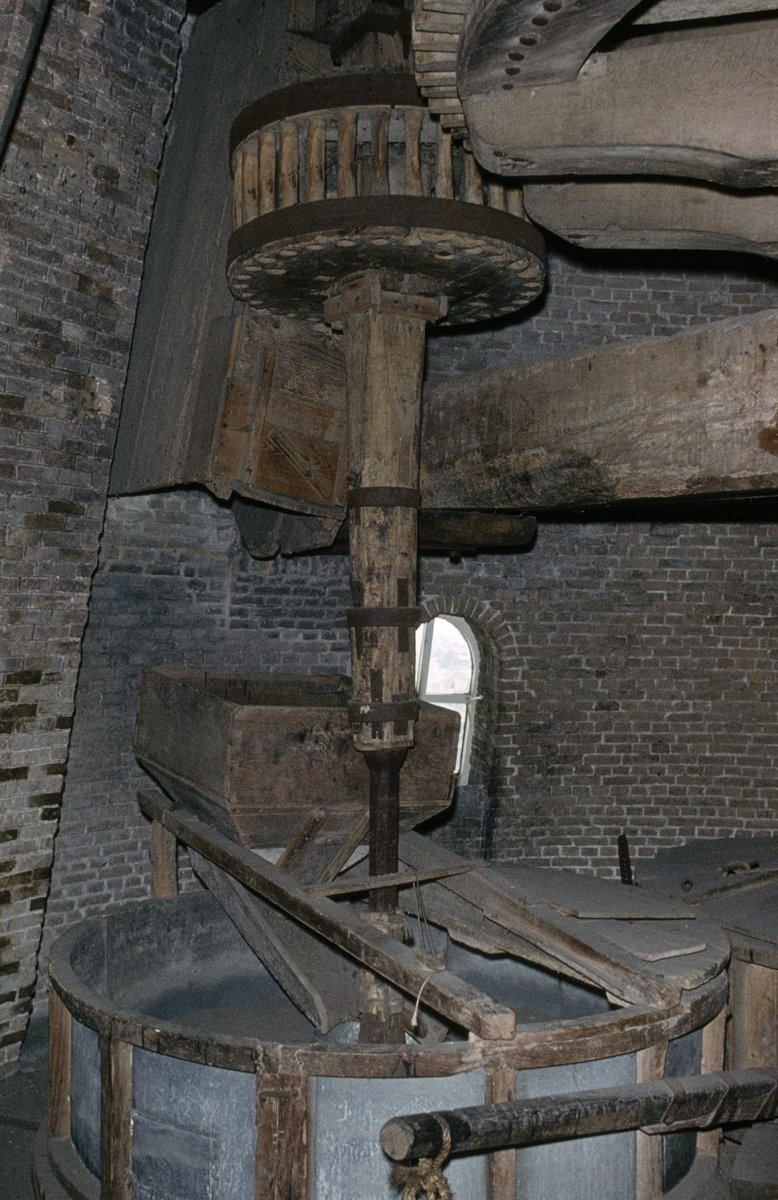
Gépezet
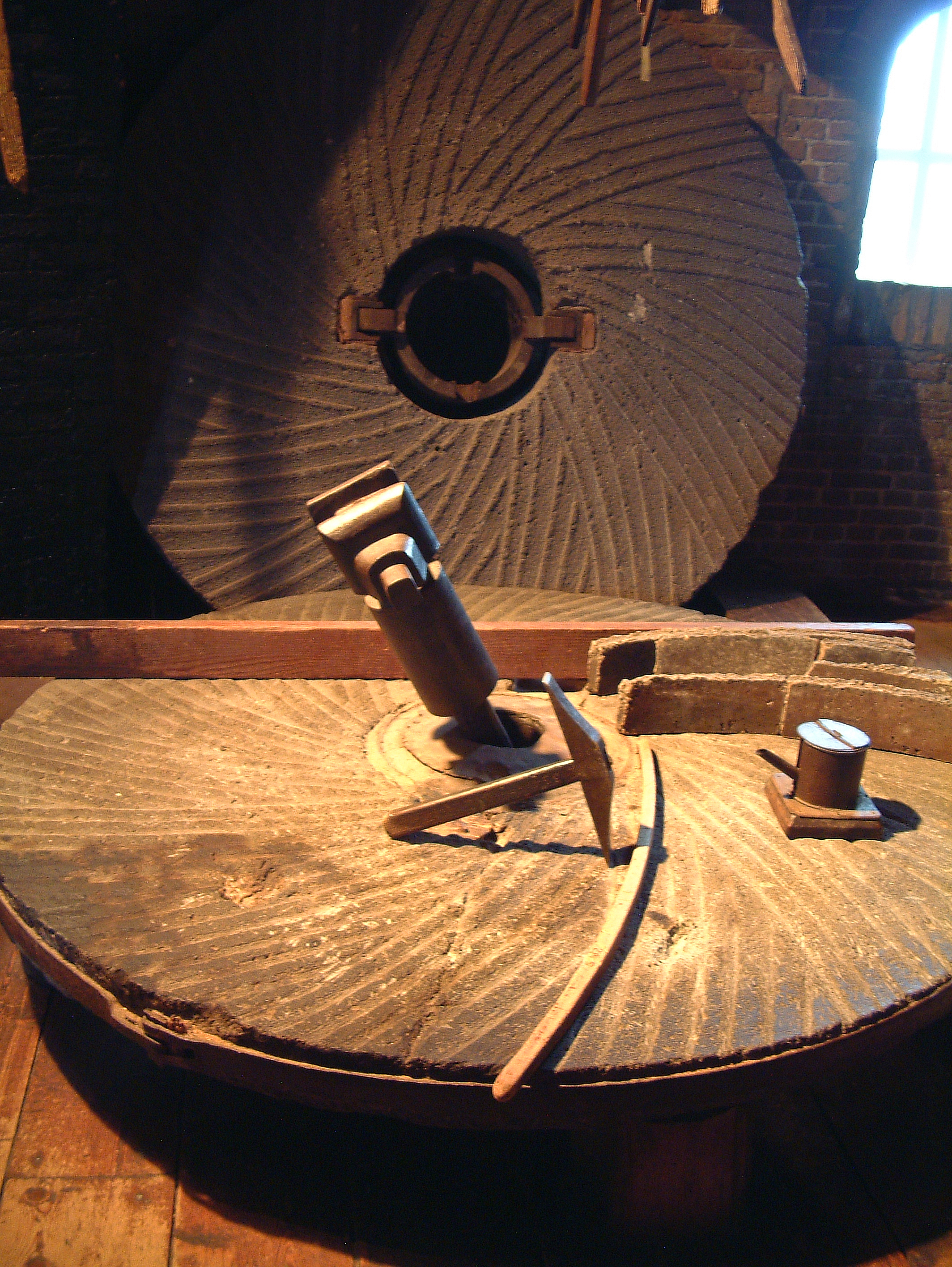
Malomkövek
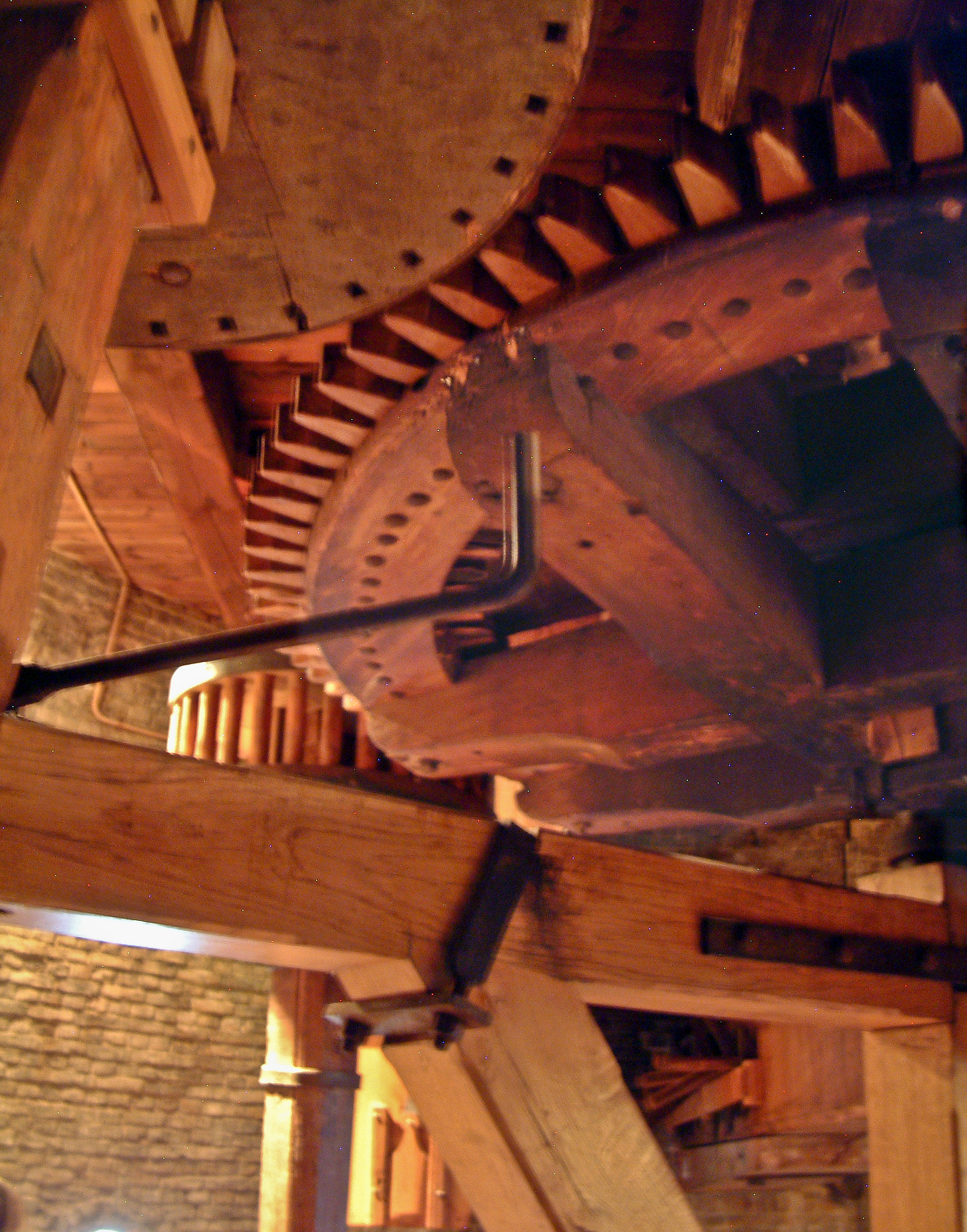
Felső fogaskerekek
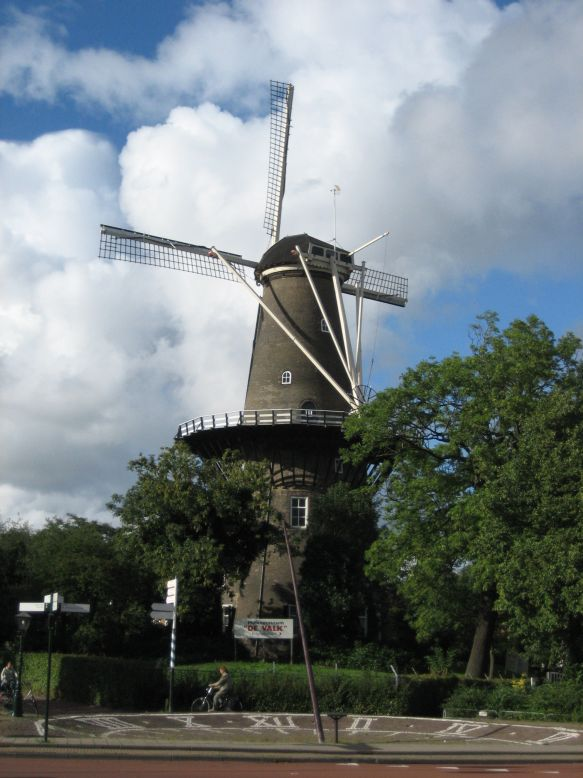
A malom hátsó nézetből
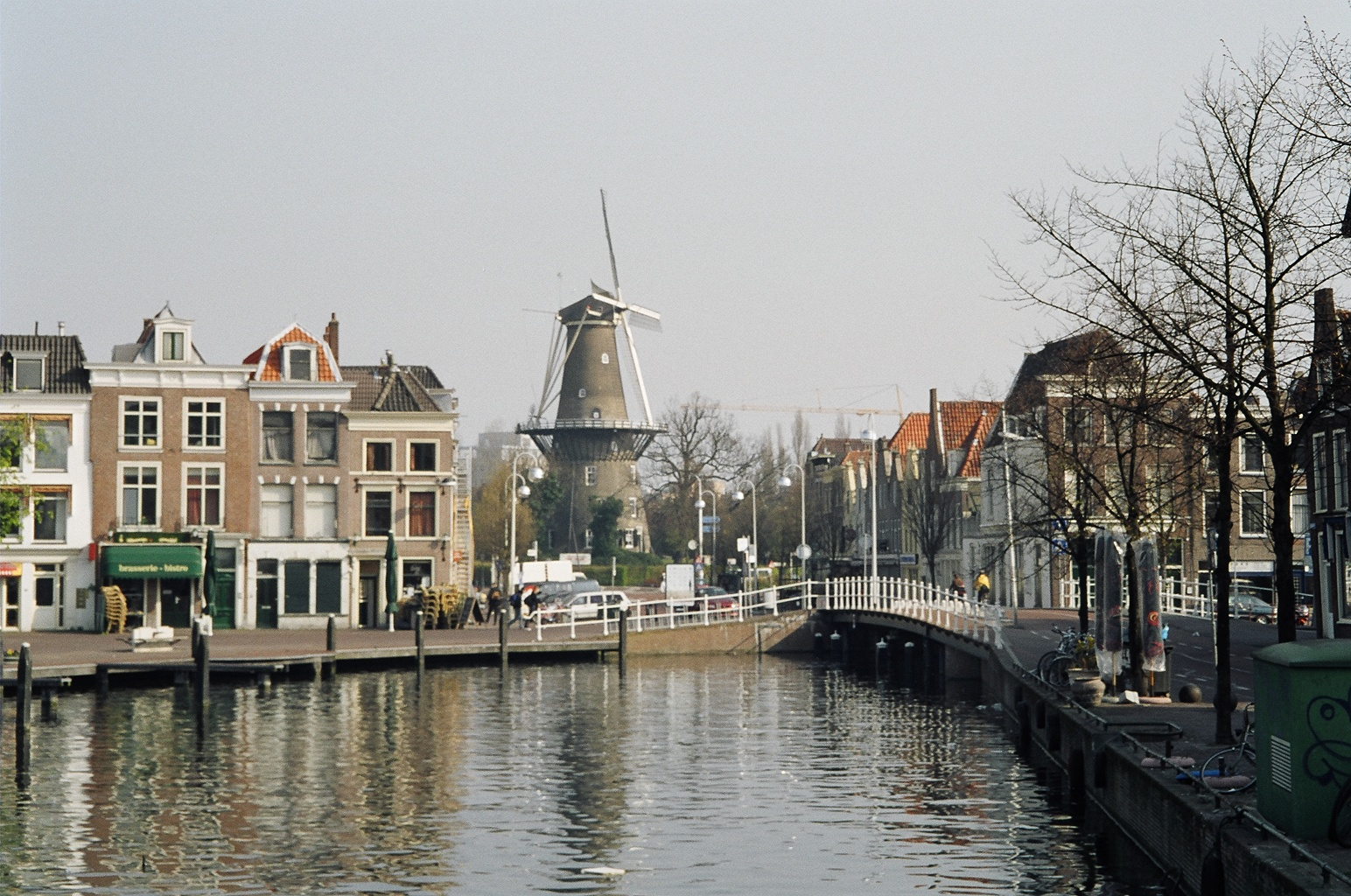
A szélmalom 1973-ban
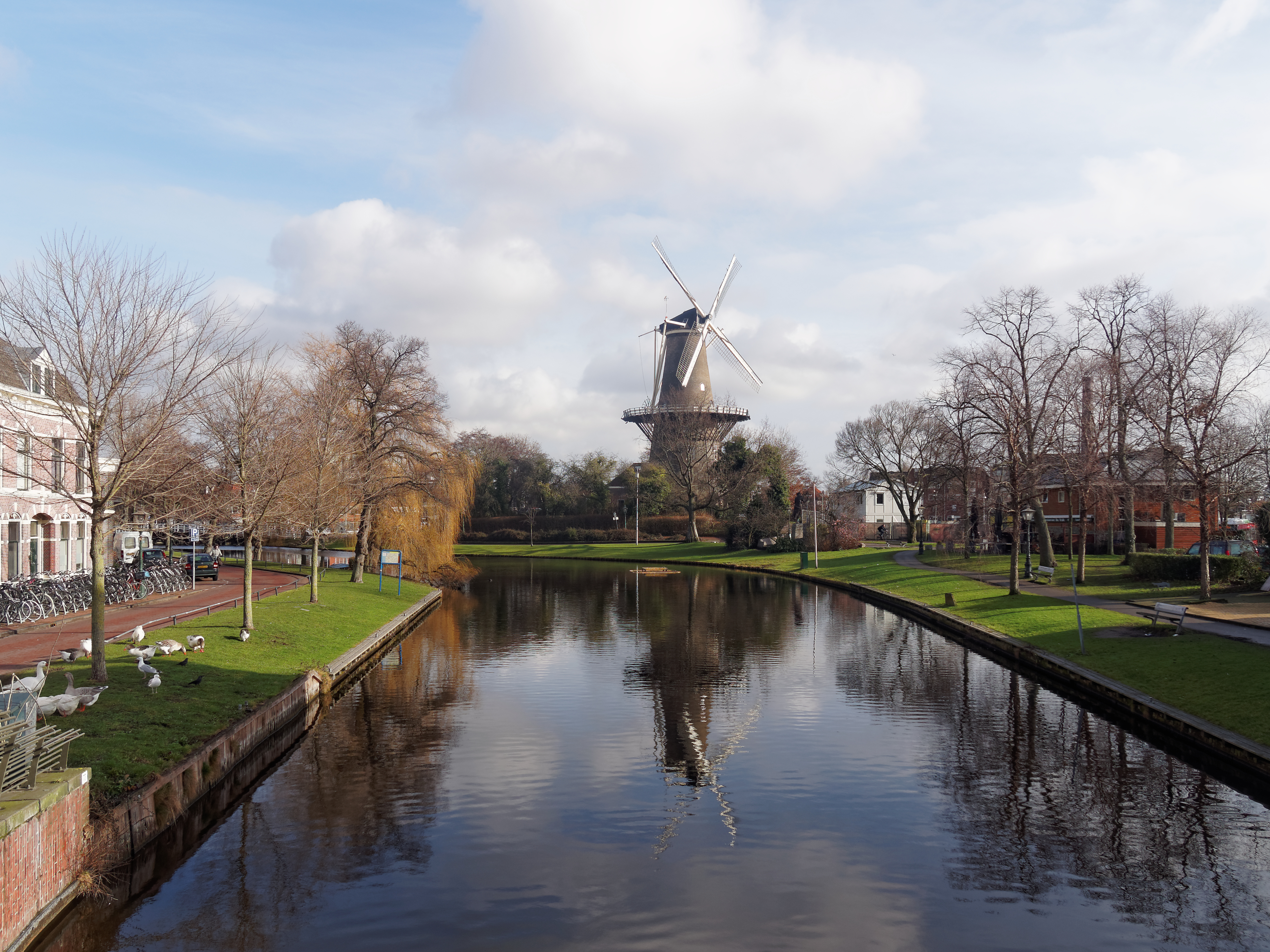
Leiden egyik csatornája felől
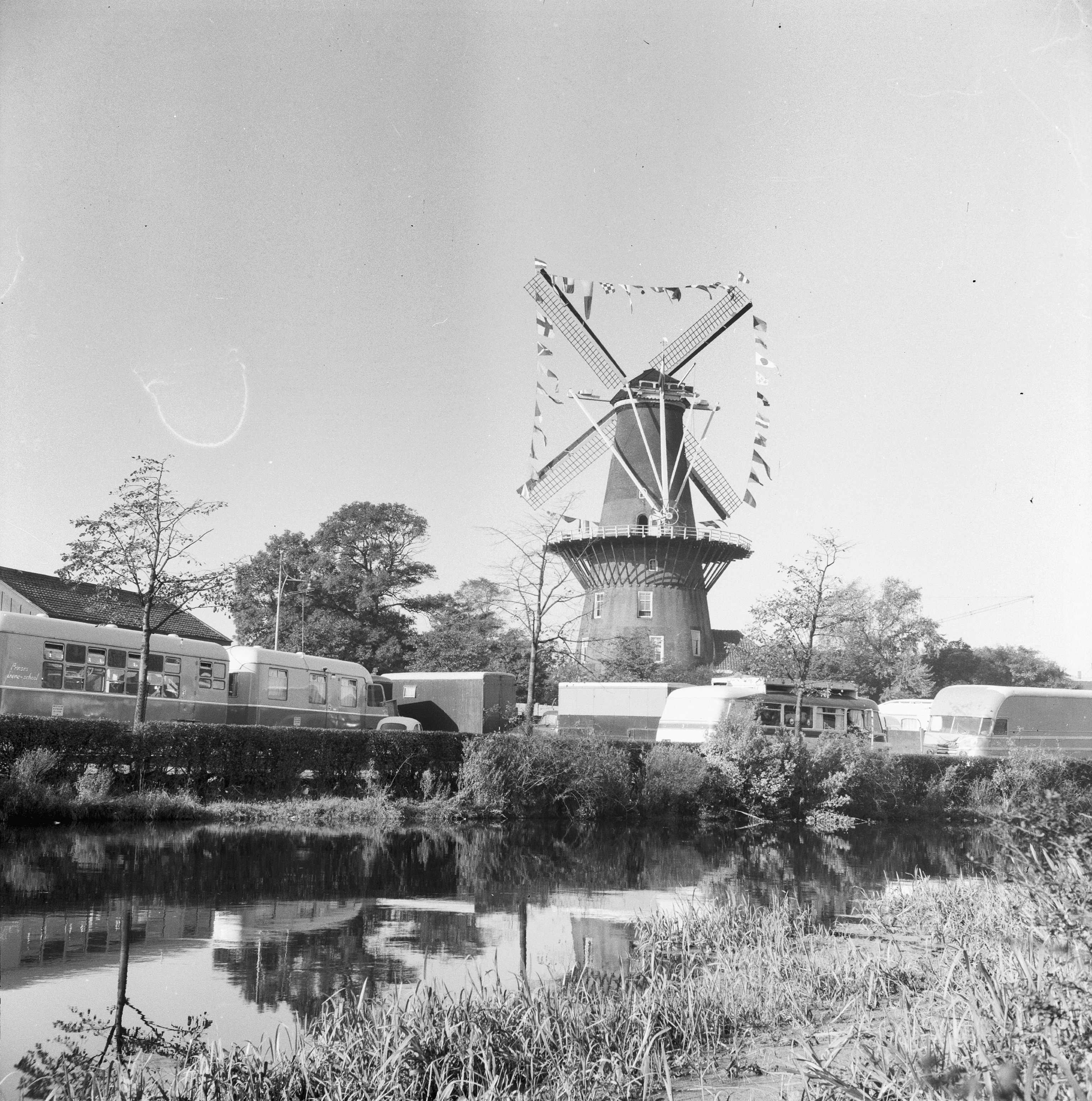
Egy 1961-es fesztivál idején
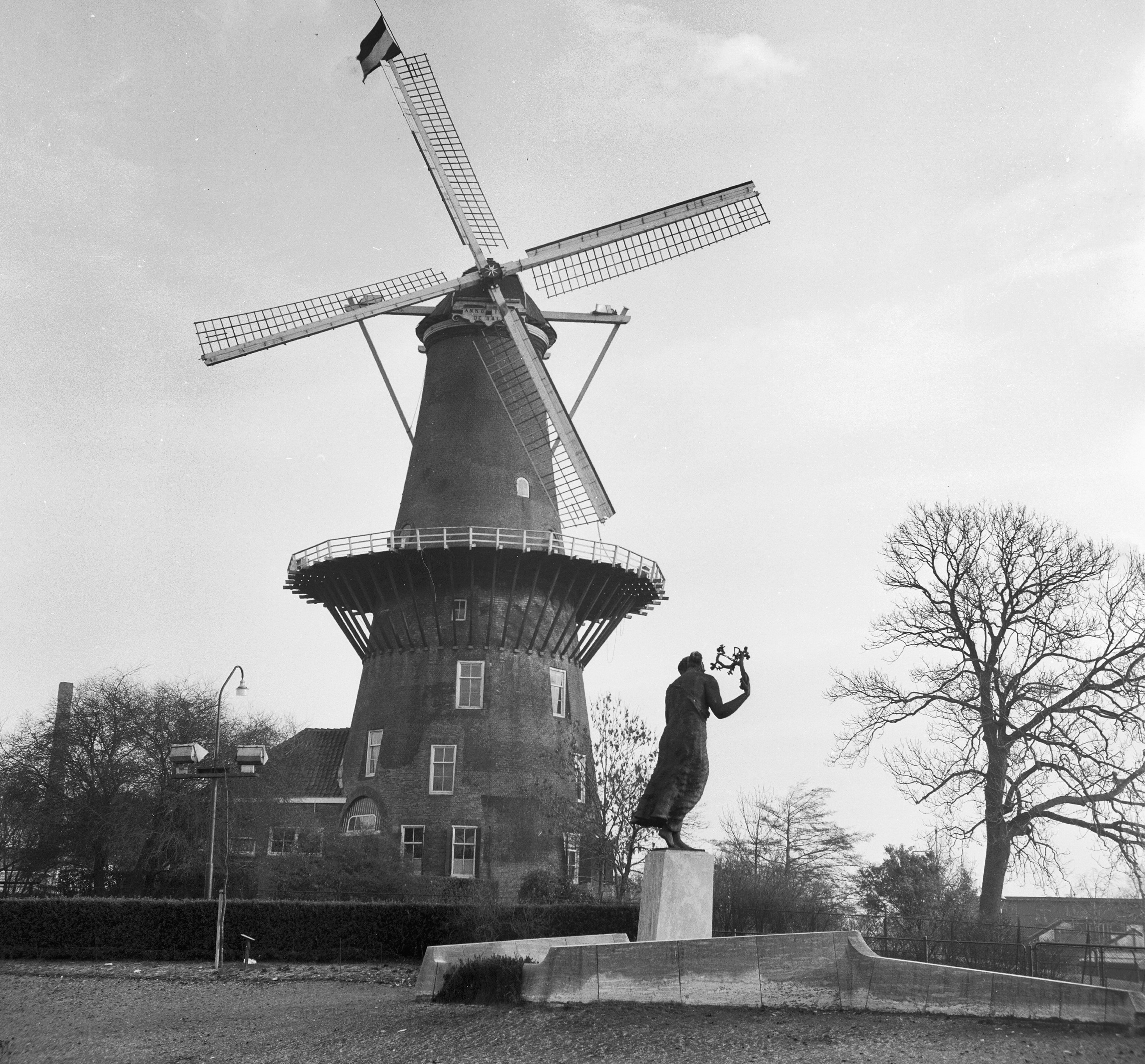
1962-ben

### Fordítás
Ez a szócikk részben vagy egészben  a   Museum De Valk című holland Wikipédia-szócikk ezen változatának fordításán alapul.  Az eredeti cikk szerkesztőit annak laptörténete sorolja fel. Ez a jelzés csupán a megfogalmazás eredetét és a szerzői jogokat jelzi, nem szolgál a cikkben szereplő információk forrásmegjelöléseként.